# Mercado de pescado de Nuakchot
El Mercado de pescado de Nuakchot es un animado mercado de pescado en la costa en la parte occidental de Nuakchot, la capital del país africano de Mauritania. Es descrita por Lonely Planet como "muy animado y muy colorido" y por tener "equipos de hombres, en su mayoría wolof y Fula, arrastrando en la mano pesadas redes de pesca y pequeños chicos corriendo hacia atrás y adelante con las bandejas de pescado ". 